# Sainte-Colombe (Ille-et-Vilaine)
Sainte-Colombe è un comune francese di 315 abitanti situato nel dipartimento dell'Ille-et-Vilaine nella regione della Bretagna.

## Società

### Evoluzione demografica
Abitanti censiti